# Ioana Cristache Panait
Ioana Cristache Panait (n. 10 decembrie 1932, Mahalaua, Dâmbovița, în prezent Valea Voievozilor – d. 29 aprilie 2014, București) a fost un cercetător și istoric de artă, personalitate de seamă a culturii românești. A activat în cadrul Direcției Monumentelor Istorice și la Institutul „G. Oprescu” al Academiei Române. Este autorul unor importante lucrări științifice de artă și istorie românească.

## Data și locul nașterii
Ioana Cristache s-a născut în satul Mahalaua, situat în apropierea fostei capitale a Țării Românești, Târgoviște. Dragostea și setea de cunoaștere i-au fost insuflate de părinți, tatăl său fiind preot, iar mama învățătoare. Persoana care a influențat-o cel mai mult și care a îndemnat-o în carieră, a fost sora cea mai mare, Maria Iancu, născută Cristache (între surori, Tița) alături de care a urmat cursurile Facultății de Istorie la Universitatea din București. Astfel, Ioana (pentru surori, Janca) și-a finalizat studiile în anul 1956, specializându-se în Arhivistică și Paleografie. A fost căsătorită cu istoricul și arheologul prof. dr. Panait I. Panait.

## Avântul în istorie
Activând ca cercetător din cadrul Direcției Monumentelor Istorice (1964-1977), Ioana Cristache Panait a studiat atât cărțile manuscrise, cât și monumentele istorice, atenția sa îndreptându-se cu precădere asupra bisericilor din lemn și piatră. Aici s-a perfecționat în cercetarea la fața locului a acestora, descoperindu-le secretele și înțelegându-le, în ciuda drumurilor lungi și anevoioase pe care le-a străbătut singură sau alături de colegi. Un doctorat remarcabil, susținut sub îndrumarea profesorului Ion Ionașcu, în 1973, cu teza: „Contribuții la cunoașterea relațiilor culturale dintre Țara Românească și Transilvania în secolul al XVIII-lea. Circulația cărții tipărite și manuscrise”, a încununat cu succes prima etapă a vieții sale de cercetător. 

## Activitatea de cercetător istoric
După finalizarea studiilor Facultății de Istorie a devenit muzeograf în cadrul „Muzeului de Istorie al orașului București”. Apoi, din 1968 a devenit istoriograf principal la Direcția Patrimoniului Cultural Național.
	Și-a perfecționat pasiunea la Institutul „G. Oprescu” al Academiei Române, în perioada 1979-2005, unde a rămas și după pensionarea legală din 2001. 
	Parcursul academic, de pe locul de Cercetător științific II (1990) la cea de Cercetător I (1998), precum și încadrarea post-pensionare, i-a oferit ocazia de a întocmi mai multe serii de liste de publicații.
	Pe parcursul activității sale s-a dedicat cu toată dăruirea cercetării istoriei și culturii, asociind temeinicia argumentării, acuitatea observației și vasta informație în studierea monumentelor istorice, între care au prevalat bisericile din lemn și piatră. Astfel, dr. Ioana Cristache Panait a reușit să adauge numeroase biserici de lemn valoroase listei monumentelor istorice elaborată în 1955, salvând un adevărat tezaur național ce relevă „faptul că există dintotdeauna o foame și o sete a sufletului omenesc după Dumnezeu, bine și frumos, după cultură și adevăr.”

## Lucrări științifice
- „Biserici de lemn de pe Valea Almașului” (1969)
- „Biserici de lemn din Sălaj” (1971)
- „Monumente de lemn din județul Bistrița-Năsăud în lumina istoriei” (1975)
- „Noi rezultate ale cercetării arhitecturii de lemn din Sălaj” (1976)
- „Monumente istorice bisericești din Eparhia Oradei” (1978)
- „Valențele istorice și artistice ale bisericilor de lemn din județul Cluj”, propus pe lista monumentelor  (1980)
- „Decorația sculptată a monumentelor istorice din lemn din județul Cluj” (1980)
- „Biserici de lemn monumente istorice din Episcopia Alba Iuliei. Mărturii de continuitate și creație românească” (1987)
- „Arhitectura de lemn din Țara Zarandului” (1992)
- „Arhitectura de lemn în Transilvania, județele Alba, Mureș, Harghita”, Ed. Museim (1993)
- „Obștea transilvană, ctitor de cultură și artă (sec. al XVIII-lea)” (1995)
- „Circulația cărții vechi bucureștene în Transilvania” (1998)
- „Les Roumains et les Sicules” (1998)
- „Arhitectura de lemn din județul Hunedoara” (2000)
- „Arhitectura de lemn din județul Gorj” (2001)
- „Bisericile de lemn din Vâlcea” (2003)
- Numeroase comunicări științifice publicate în reviste de specialitate precum: „Angustia” („Realități istorice din sud-estul Transilvaniei” (1997), „Toader Zugravul - secolul al XVIII-lea” (1999), „Plângerea lui Constantin Vodă Brâncoveanul în Transilvania” (2001) ș. a.), „Buletinul monumentelor istorice” sau „Monumente istorice și de artă”

Printre aceste cărți scrise cu trudă, se număra și o lucrare rămasă nepublicată și pe care  spera să o poată relua deoarece avea ca temă zona sa natală, județul Dâmbovița, de care o legau amintirile părinților și originile străbune. Tot neconcretizate au rămas și cercetările ei de teren, rămase în fișe și imagini, despre bisericile de lemn din județul Vâlcea.

## Distincții
La Centrul Eclesiastic de Documentare „Mitropolit Nicolae Colan” din municipiul Sfântu-Gheorghe, a avut loc primul Colocviu Național al „Grupului de Cercetare „Ioan I. Russu” pentru Studiul Sud- Estului Transilvaniei”. Participând la programul organizat de savantul clujean Ion I. Russu, „Studiul Sud-Estului Transilvaniei” cu  lucrarea „Românii și secuii”, dr. Ioana Cristache Panait a fost premiată cu  distincția „Ioan I. Russu”, iar domnul profesor Vasile Stancu a susținut o elogiere în cinstea sa, pentru constanta participare la Sesiunea Națională de Comunicări Științifice „Românii din sud-estul Transilvaniei. Istorie. Cultură. Civilizație” prin numeroasele sale publicații. Potrivit domnului dr. Ioan Lăcătușu, diploma a reprezentat recunoașterea din partea comunității românești locale a contribuției istoricului Ioana Cristache-Panait la scrierea „adevăratei istorii a așezărilor și populației” din această zonă sud-est transilvană.

## Ioana Cristache Panait în conștiința publică
Făcând parte din generația de cercetători a anilor 1970, este privită de aceasta ca fiind „cel mai perseverent cercetător al bisericilor de lemn din Transilvania, cea care a bătut drumurile multor zone, țări și județe transilvane, aducând harnic informații despre existența lor.” Una dintre cele mai puțin cercetate regiuni, Hunedoara, a fost pusă în lumină de Ioana Cristache-Panait.

## Personalitate
Ioana Cristache Panait a dat dovadă de seriozitate de-a lungul carierei.